# Губская, Вера Николаевна
Губская, Вера Николаевна (1906, Керчь — 1953, Ташкент) — советская балерина, балетмейстер, режиссёр и педагог, Народная артистка Узбекской ССР (1944).

## Биография
Вера Николаевна родилась 26 августа (8 сентября) 1906 года в Керчи, где её отец, Николай Иванович Губский, служил офицером 25 пограничной Черноморской бригады отдельного корпуса Пограничной стражи. Отец происходил из русской дворянской семьи и был родом из Уфимской губернии. По материнской линии он был потомком известных дворянских родов Нагаткиных и Аксаковых. Мать Веры Николаевны звали Александрой Павловной. Она была уроженкой Люблинской губернии. Родители познакомились во время службы Николая Ивановича в Польше, входившей тогда в Российскую Империю. Вера была третьим, младшим ребенком в семье.
В 1922-м году Губская поступила в частную балетную студию известной балерины и педагога Лидии Ричардовны Нелидовой в Москве. Окончив её в следующем, 1923-м году, она поступила в качестве солистки в театр оперы и балета им. Палиашвили в городе Тифлисе (с 1936 Тбилиси).
В 1930-м году Вера Николаевна переезжает в Ташкент. В Ташкенте в те годы ещё не было отдельного театра оперы и балета, но были балетные группы при драматическом и музыкальном театрах. Балетные артисты участвовали в оперных спектаклях и выступали с отдельными номерами в концертных программах. Вера Николаевна стояла у истоков создания классического балета Узбекистана. Первыми классическими балетами, поставленными в театрах Ташкента были «Лебединое озеро» П. И. Чайковского и «Шехерезада» Н. А. Римского-Корсакова. Постановщик балетов М. Ф. Моисеев. Вера Николаевна исполняла партии Одетты-Одилии и Гюлли соответственно. С 1930 по 1935 год она прима-балерина в Ташкентском театре им. Свердлова. Её лучшие партии: Одетта — Одиллия в («Лебедином озере» П. И. Чайковского), Раймонда в одноименном балете А. Глазунова, Китри в «Дон Кихоте» Минкуса, Царь-девица в «Конке-Горбунке» Пуни, Зарема в «Бахчисарайском фонтане» Б. Асафьева, Тао Хоа в «Красном Маке» Р. Глиэра. По отзывам современников, «её исполнение отличалось темпераментом, эмоциональностью и обаянием». Ей прекрасно удавались и классические партии, и характерный танец.
В 1934 году ею организована балетная студия в ташкентском Дворце пионеров, где она преподавала до 1945 года, с 1935 по 41 годы была педагогом Республиканской балетной школы им. Тамары Ханум.
С 1939 года она ведёт преподавательскую деятельность и проявляет себя как режиссер постановщик. С 1939 по 42 годы она работает балетмейстером и педагогом в только что открытом театре оперы и балета имени Алишера Навои, а с 1942 по 1948-й годы она главный балетмейстер — узбекских музыкальных театров им. Ташсовета (1943-46), Янгиюльского театра (позднее, театр имени Мукими) — с 1941-43,47-48 годы. В своих работах она стремилась совместить классику с элементами народного танца.
В сотрудничестве с другими деятелями культуры Узбекистана ею были осуществлены постановки спектаклей: «Тахир Зухра» Джалилова, «Сухайль и Мехри», «Гуляндом» Брусиловского (1940, совм. с И. И. Арбатовым, Тамарой Ханум, У. А. Камиловым) и другие.
В 1953 Вера Николаевна окончила балетмейстерское отделение ГИТИСа. В том же году ею осуществлены постановки балетов, «Спящая красавица» Чайковского и «Берег счастья» Спадавеккиа.
Заслуги В. Н. Губской в развитии классического и национального танца в Узбекистане были высоко оценены. В 1944 году ей было присвоено звание Народной артистки Узбекской ССР.
Вера Николаевна Губская скончалась в Ташкенте в 47 лет 19 октября 1953 года.
Её могила находится на Боткинском кладбище Ташкента.